# Doucy-en-Bauges
Doucy-en-Bauges – miejscowość i gmina we Francji, w regionie Owernia-Rodan-Alpy, w departamencie Sabaudia.
Według danych na rok 1990 gminę zamieszkiwało 86 osób, a gęstość zaludnienia wynosiła 7 osób/km² (wśród 2880 gmin regionu Rodan-Alpy Doucy-en-Bauges plasuje się na 1534. miejscu pod względem liczby ludności, natomiast pod względem powierzchni na miejscu 955.).